# Jastrabská vrchovina
Jastrabská vrchovina je geomorfologický podcelek Kremnických vrchů. 

## Vymezení
Nachází se v jihozápadní části pohoří a obklopují ji na severu Kunešovská hornatina, na východě pokračuje pohoří Flochovským chrbtem a následně na jihovýchodě Turovským předhůřím. Jižní hranici Jastrabské vrchoviny a celého pohoří vymezuje údolí Hronu, na jehož levém břehu leží Hodrušská hornatina (podcelek Štiavnických vrchů) a západní okraj přechází do Žiarské kotliny.

## Vybrané vrcholy
- Kremnický štít 1 008 m n. m. – nejvyšší vrch pohoří
- Jarabica 938 m n. m.
- Čertův vrch 748 m n. m.
- Jastrabská skala 684 m n. m.

## Ochrana přírody
Kremnické vrchy nejsou plošně chráněným územím a v této části se nachází jen PP Jastrabská skala a PP Ihráčske kamenné more.